# Nowa Wieś Przywidzka
Nowa Wieś Przywidzka [pronunciación en polaco: /ˈnɔva ˈvjɛɕ pʂɨˈvit͡ska/] (en casubio: Przëwëdzkô Nowô Wiés) es un pueblo en el distrito administrativo de Gmina Przywidz, dentro del Distrito de Gdańsk, Voivodato de Pomerania, en el norte de Polonia. Se encuentra aproximadamente 6 kilómetros al del noroeste de Przywidz, 24 kilómetros al oeste de Pruszcz Gdański, y 28 kilómetros al suroeste de la capital regional, Gdańsk.
Para más detalles de la historia de la región, véase Historia de Pomerania.
El pueblo tiene una población de 183 habitantes.